# Eparchia sierowska
Eparchia sierowska – jedna z eparchii Rosyjskiego Kościoła Prawosławnego, z siedzibą w Krasnoturińsku. Wchodzi w skład metropolii jekaterynburskiej.
Utworzona postanowieniem Świętego Synodu 7 marca 2018 r., poprzez wydzielenie z eparchii niżnotagilskiej. Obejmuje część obwodu swierdłowskiego.
Pierwszym ordynariuszem eparchii został w 2018 r. biskup sierowski i krasnoturinski Aleksy (Orłow); pełnił tę funkcję do 2020 r.